# Курбатовы (купцы)
Курбатовы — купеческий род из города Цивильск. Фабриканты, землевладельцы XVIII — начала XX веков. После октября 1917 представители рода Курбатовых выехали в г. Казань.

## Наиболее известные представители рода
- Леонтий Фёдорович — купец из Цивильска
- Афанасий Фёдорович (неизв. — 1741, Цивильск) — из посадских людей, купец (торговля табаком), в 1-й четверти XVIII века с использованием наёмного труда производил на продажу «подошвенный и рукавишный товар»
- Михаил Фёдорович (ок. 1733 — неизв.), Герасим Афанасьевич (ок. 1708 — после 1777), Василий Герасимович (ок. 1734 — до 1789) — купцы
- Иван Герасимович (ок. 1745 — неизв.) — купец, в 1761 — ратман цивильского магистра, в 1774 — староста цивильской ратуши
- Абрам Герасимович (ок. 1754 — до 1834) — мещанин, в 1799 городской голова Цивильска
- Пётр Абрамович (ок. 1779 — до 1810) — мещанин
- Пётр Петрович (ок. 1806 — 2.11.1888, Цивильск) — купец 1-й гильдии (1883), потомственный почётный гражданин (1885), в 1840—1850-е гг. на 4 срока избирался городским головой Цивильска, в 1865—1871, 1885 — председатель Цивильской земской управы. В 1868—1871 — губернский земский гласный от Цивильского уезда, в 1874-77 — гласный Цивильского земства. Торговал хлебом и табаком, владел лесопильней и мукомольными мельницами в Чебоксарском, Ядринском и Цивильском уездах, кулеткацким заведением, до 1879 — Амачкин. винокуренным заводом. Имел 25 десятин земли при с. Иваново, 13 десятин — в Чебоксарском уезде. Один из инициаторов открытия Цивильского городского общественного банка, избирался членом его правления. Автор статьи о Цивильской ярмарке (1860)
- Василий Петрович (ок. 1830—1888) — купец, хлеботорговец, потомственный почётный гражданин (1886). В 1873-77 — гласный городской думы, в 1888 — Цивильского земства

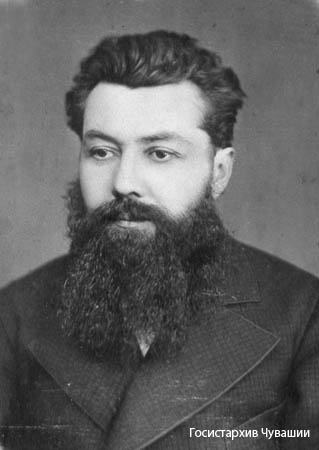
Николай Петрович Курбатов

- Николай Петрович (29.11.1840, Цивильск — неизв.) — купец 1-й гильдии, хлеботорговец, потомственный почётный гражданин (1886). Обучался в Цивильском уездном училище, но курса не окончил; в 1872—1906, 1909—1916 — гласный городской думы, в 1875—1878 — кандидат в директоры Цивильского городского общественного банка, в 1881-88 — городской голова и председатель городского сиротского суда, в 1888—1903 — почётный смотритель Цивильского уездного училища, в 1898—1903 — гласный Казанского губернского земского собрания от Цивильского уезда, в 1893—1905 — член Казанского губернского статистического комитета, в 1913-1916 — гласный Цивильского земства. С 1900 — пожизненный почётный попечитель Ольгин. детского приюта г. Цивильск. Один из инициаторов открытия Цивильской городской общественной библиотеки, неоднократно избирался членом её правления. С 1900 — почётный мировой судья по Цивильскому уезду. Владел 1617 десятинами земли при с. Иваново и д. Комаровка Цивильского уезда, кулеткацкой мануфактурой в Цивильске, Урмарской фабрикой гнутой мебели, конезаводом в с. Иваново (1895). Занимался благотворительностью. Награждён орденом Св. Анны 3-й (1898) и 2-й степ. (1908), Св. Станислава 2-й степ. (1904). В октябре 1906 в его имении в с. Иваново произошло крупное крестьянское выступление. В 1918 вся его недвижимость в Цивильском уезде была конфискована Казанским губернским земельным отделом
- Пётр Васильевич (ок. 1866 — неизв.) — купец 1-й гильдии, потомственный почётный гражданин (1886), крупный хлеботорговец в Цивильском и Ядринском уездах
- Сергей Васильевич (ок. 1877 — неизв.) — потомственный почётный гражданин (1886). Окончил 1-ю Казанскую мужскую гимназию, в 1903 — естественное отделение физико-математичского факультета Казанского университета
- Владимир Николаевич (1.7.1877, Цивильск — неизв.) — прапорщик, потомственный почётный гражданин (1886). В 1889-95 обучался в 1-й Казанской мужской гимназии. В 1895-96 — вольноопределяющийся Котельнического резервного батальона. С 1900 — пожизненный почётный попечитель Ольгинского детского приюта в Цивильске. С 1906 — гласный городской думы, с 1907 — Цивильского земства; в 1908 — член Цивильской уездной землеустроительной комиссии. С 1910 — председатель Цивильского городского общественного банка, в 1916 — почётный мировой судья в Цивильском уезде и агент уполномоченного по закупке хлеба для армии в Казанской губернии; в 1906—1914 — член правления Цивильской городской общественной библиотеки
- Михаил Николаевич (22.10.1879, Цивильск — неизв.) — купец, хлеботорговец; потомственный почётный гражданин (1886). В 1890—1898 обучался в 1-й Казанской мужской гимназии, в 1898—1902 — на отделении естественных наук физико-математического факультета Московского университета, в 1907—1909 — в Казанском университете. В 1903-1917- почётный смотритель Цивильского городского 3-классного училища (затем — высшего начального училища). В 1910—1915, 1917- гласный Цивильского земства, в 1910—1916 — городской думы, в 1911—1913 — член Цивильской уездной землеустроительной комиссии, в 1914 — член Цивильской земской управы. В 1907 — делегат губернаторского собрания выборщиков в Государственную думу. Отец музыканта Михаила Михайловича Курбатова.